# Rust (Burgenland)
Rust (Hongaars: Ruszt, Kroatisch: Rušta) is een statutaire stad in de Oostenrijkse deelstaat Burgenland. De kleine historische stad is gelegen op de westelijke oever van het Neusiedler Meer, heeft ongeveer 1700 inwoners en een oppervlakte van 20,01 km². Bekendheid geniet het vooral door de vele ooievaars en als centrum van wijnbouw. Omgeving en stad worden gekenmerkt door een mild maar winderig klimaat. De plaats ligt in het uiterste oosten van Oostenrijk, bij de grens met Hongarije.

## Bezienswaardigheden
De kleine Fischerkirche met fresco's uit de twaalfde eeuw en een barokorgel uit 1705 is het oudste en belangrijkste monument in de stad. Ze beschikt over een bijzondere akoestiek. De toren biedt uitzicht over het meer en de Hongaarse poesta. Vlakbij staat de Heiligen Dreifaltigkeits Kirche en ligt de Marktplatz. De oude binnenstad is geheel tot beschermd monument verklaard. Op daken en schoorstenen in de stad nestelen ooievaars.

## Watersport
Vanaf Rust voert een dijk door het riet naar het open water van het Neusiedler Meer. Daar zijn ligplaatsen voor zeiljachten en kan gezwommen en gezonnebaad worden.

## Werelderfgoed
Het Neusiedler Meer (Fertő) is in 2001 als cultuurlandschap op de werelderfgoedlijst van UNESCO geplaatst. De inschrijving omvat een gebied van 684 km² dat zich uitstrekt in zowel Oostenrijk als Hongarije. De gemeente Rust maakt er deel van uit.

## Afbeeldingen

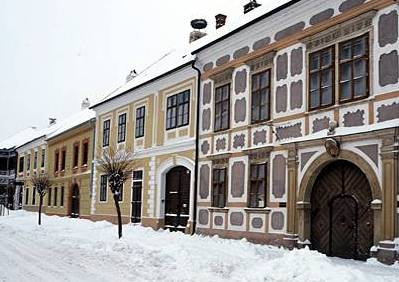
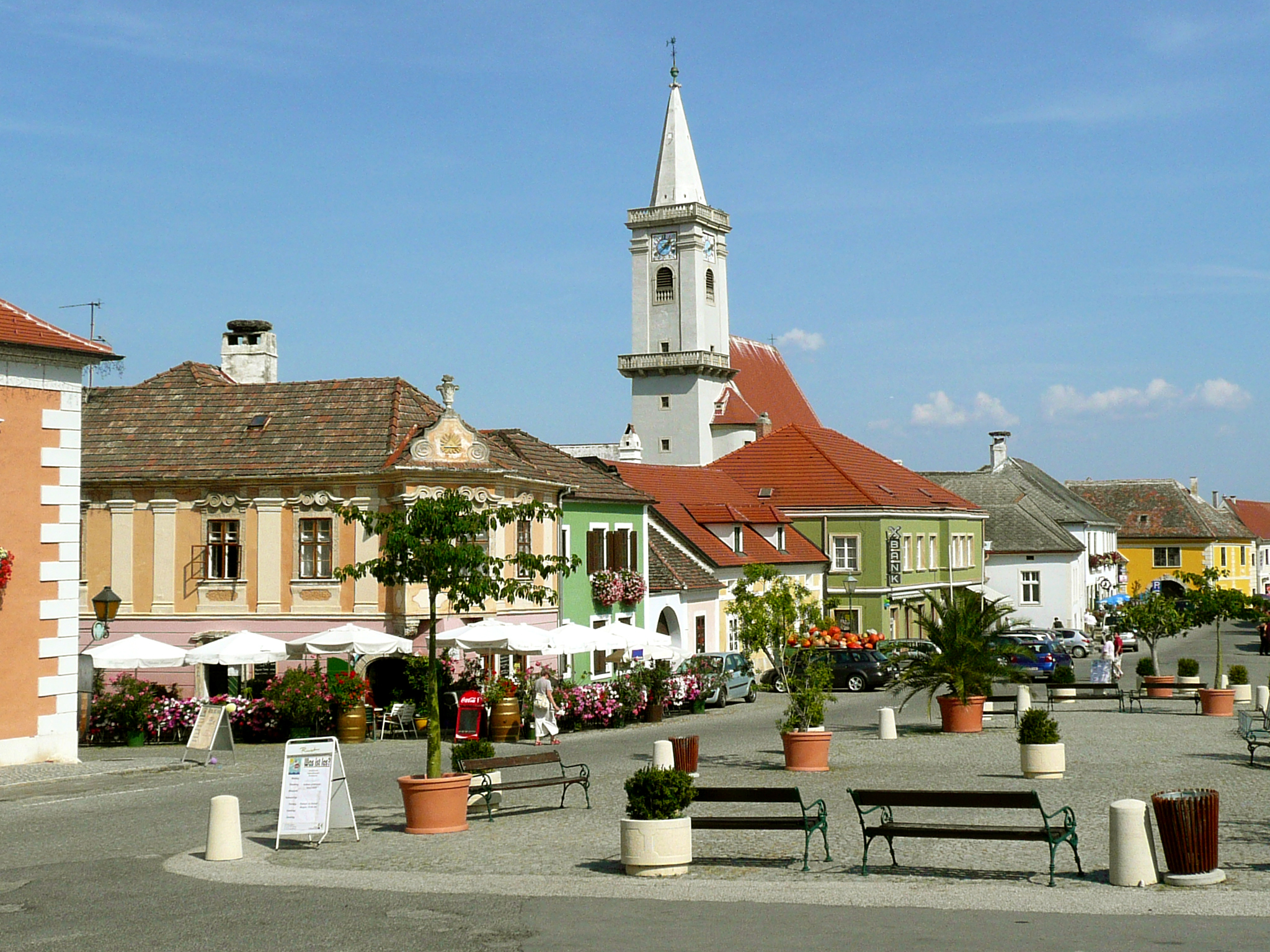
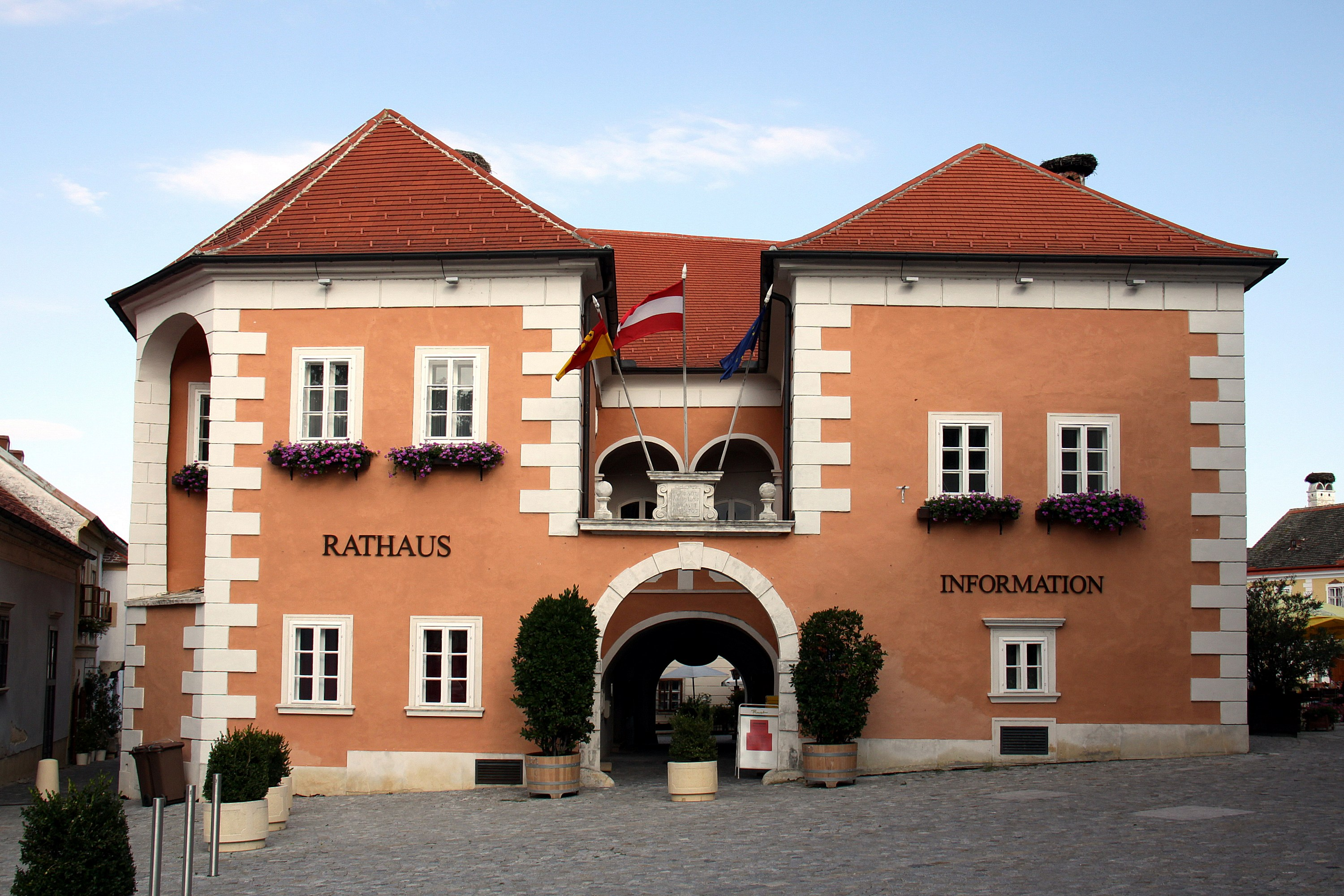
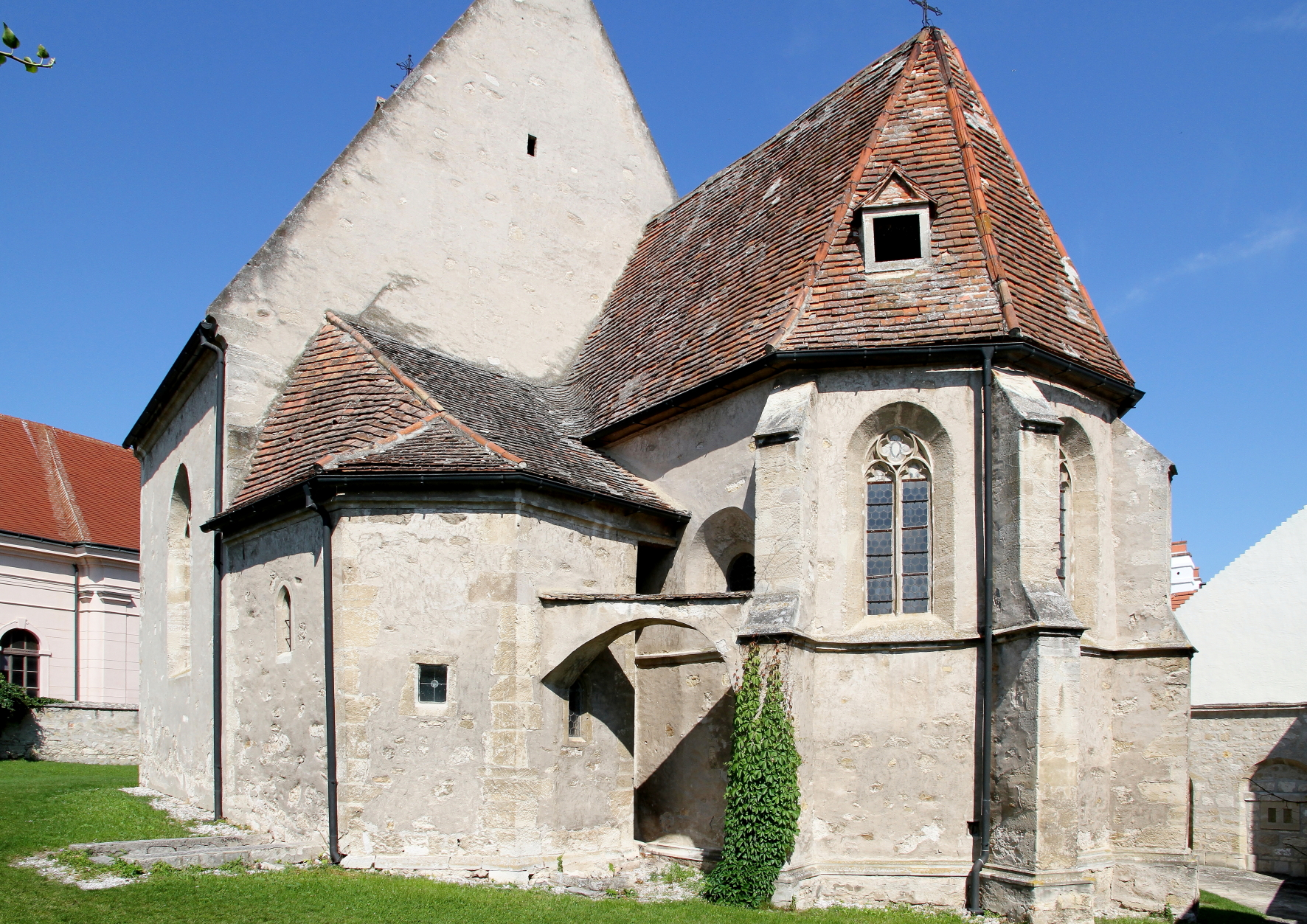
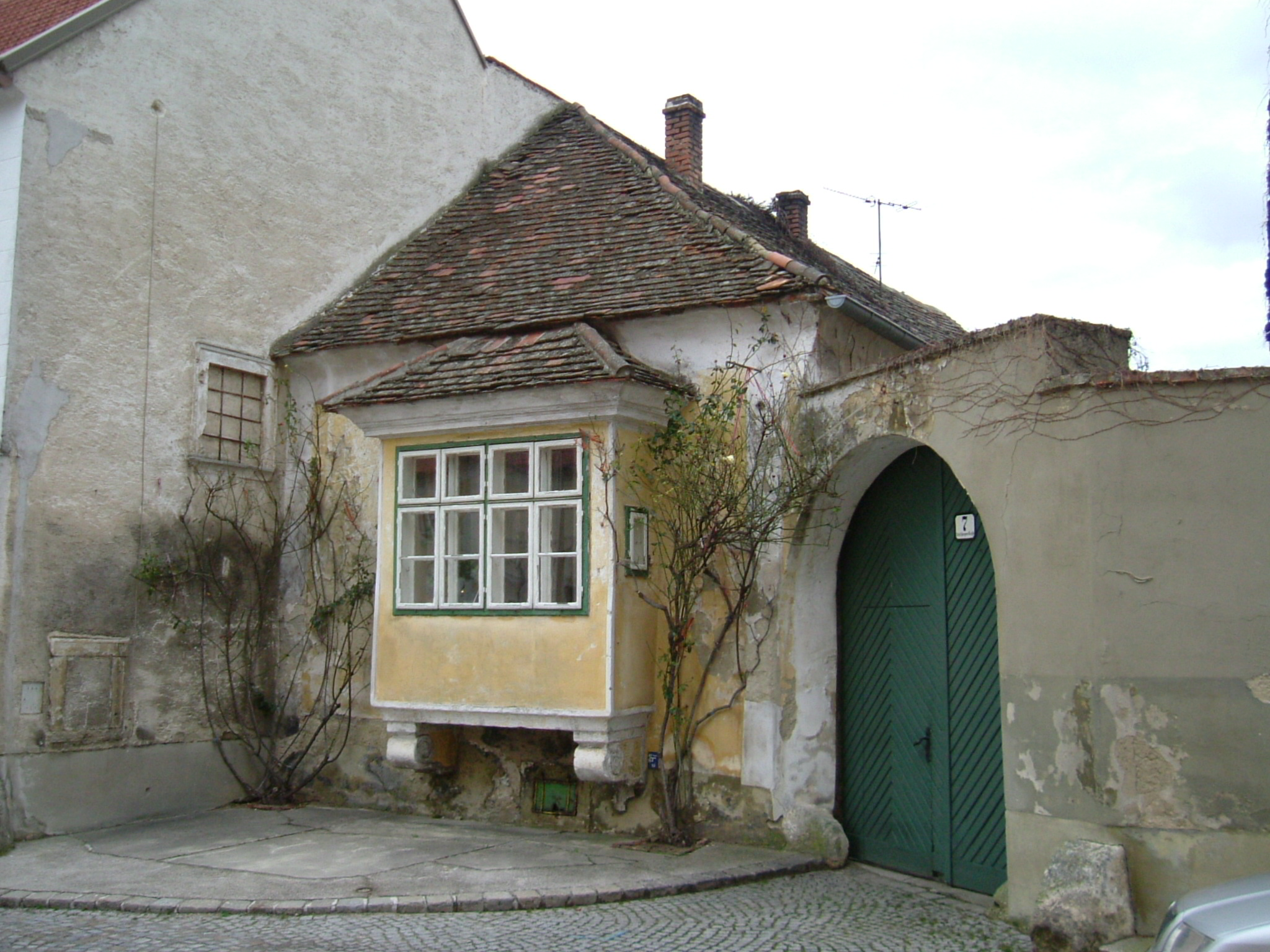

- Bibliothèque nationale de France: cb13989401d (data)
- Gemeinsame Normdatei: 4051052-9
- International Standard Name Identifier: 0000 0001 1349 4976
- Library of Congress Control Number: n84079245
- Nationale Bibliotheek van Tsjechië: ge799452
- Nationale Bibliotheek van Israël: 987007562230405171
- Virtual International Authority File: 147795756